# انسان در قرآن
انسان در قرآن نام کتابی از مرتضی مطهری است که به بررسی و شناخت انسان از منظر جهان‌بینی اسلامی می‌پردازد.

## انسان در جهان بینی اسلامی
مطهری در مقدمه این کتاب چنین می‌نویسد:
انسان در جهان بینی اسلامی داستانی شگفت دارد … عالی‌ترین مدح‌ها و بزرگ‌ترین مذمّت‌های قرآن دربارهٔ انسان است، او را از آسمان و زمین و از فرشته برتر و در همان حال از دیو و چهارپایان پست‌تر شمرده‌است. از نظر قرآن، انسان موجودی است که توانایی دارد جهان را مسخّر خویش سازد و فرشتگان را به خدمت خویش بگمارد و هم می‌تواند به «اسفل سافلین» سقوط کند. این خود انسان است که باید دربارهٔ خود تصمیم بگیرد و سرنوشت نهایی خویش را تعیین نماید.

## فهرست
- انسان در جهان بینی اسلامی
- ارزش‌های انسان
- ضد ارزش‌ها
- موجود چند بعدی
- توانایی‌های گوناگون انسان
- خودشناسی
- پرورش استعدادها
- نقش مؤثر انسان در ساختن آینده خویش
- میدان آزادی و اراده انسان
- طغیان انسان علیه محدودیت‌ها
- انسان و قضا و قدر الهی
- انسان و تکلیف
- آگاهی‌های انسان[۳]